# Palestinesi in Kuwait
I palestinesi in Kuwait (in arabo الفلسطينيو في الكويت‎?) costituiscono una comunità molto radicata nel paese. I palestinesi cominciarono a stabilirsi in Kuwait in seguito all'esodo palestinese del 1948; la migrazione accelerò nei decenni seguenti e la comunità palestinese giunse a rappresentare oltre un quarto della popolazione del paese e ad essere sovrarappresentata nelle istituzioni e nell'ambito delle libere professioni, divenendo una minoranza modello e contribuendo significativamente allo sviluppo socioeconomico del Kuwait. La grande maggioranza della comunità abbandonò in massa il paese nell'ambito della guerra del Golfo, stabilendosi principalmente in Giordania.

## Storia

### Le prime immigrazioni e la formazione della comunità
I primi palestinesi giunsero in Kuwait nel 1948, in seguito alla guerra arabo-israeliana del 1948 e al successivo esodo; negli stessi anni era stata infatti avviata l'industria petrolifera kuwaitiana e il seguente sviluppo economico attirò numerosi professionisti palestinesi che contribuirono alla formazione dell'apparato burocratico del paese. L'immigrazione palestinese accelerò negli anni 1950, quando venne facilitata l'immigrazione per i cittadini giordani; i palestinesi e i giordani giunsero a rappresentare il 7,3% della popolazione nel 1957 e il 16,6% nel 1965, per la maggior parte uomini lavoratori; nel 1966 i palestinesi rappresentavano quasi la metà degli insegnanti del paese.
L'arrivo di palestinesi in Kuwait accelerò nuovamente nel 1967, in seguito alla guerra dei sei giorni, e nel 1970, in seguito al Settembre nero in Giordania, quando giunsero famiglie intere: i palestinesi e i giordani passarono da circa 78 000 unità nel 1965 a circa 140 000 nel 1970 e a circa 204 000 nel 1975. Le autorità kuwaitiane permisero all'Organizzazione per la Liberazione della Palestina di gestire delle proprie strutture educative, che a metà degli anni 1970 inquadravano oltre 16 000 bambini. Tuttavia, lo status dei palestinesi in Kuwait risultava precario, dal momento che il soggiorno nel paese era condizionato da un impiego lavorativo. Negli anni 1970 le autorità kuwaitiane, nell'ambito delle crescenti tensioni politiche in tutto il Medio Oriente, adottarono politiche sempre più restrittive; l'OLP collaborò con le istituzioni per arginare l'influenza delle organizzazioni più radicali, quali il Fronte Popolare per la Liberazione della Palestina; nel 1976 vennero chiuse le scuole dell'OLP e vennero applicate iniziative per limitare il conseguente sovraffollamento delle scuole pubbliche da parte dei bambini palestinesi. Gradualmente la proporzione di palestinesi impiegati nel settore amministrativo ed educativo decrebbe negli anni, quando i kuwaitiani cominciarono a laurearsi.
Nel corso degli anni 1970 e 1980 le istituzioni kuwaitiane adottarono politiche atte a ridurre la presenza degli stranieri nel paese e ad ampliare la presenza di cittadini kuwaitiani nella pubblica amministrazione. L'aumento progressivo del costo delle vita e la crescita della disoccupazione giovanile aumentarono il clima di instabilità tra i palestinesi in Kuwait. Nel 1990, alla vigilia della guerra del Golfo, i palestinesi in Kuwait erano stimati a 400 000 unità, a fronte di 600 000 kuwaitiani; essi dominavano ancora l'apparato burocratico e i settori bancario e commerciale; la comunità risiedeva in quartieri propri e tendenzialmente manteneva un profilo basso in ambito politico.

### L'invasione irachena  e l'esodo di massa
L'invasione irachena del Kuwait ebbe un effetto devastante sulla comunità; metà dei palestinesi abbandonarono immediatamente il paese e oltre 30 000 non poterono tornare in Kuwait dalle vacanze estive; la comunità si ridusse a 150 000 unità nel dicembre 1990. La sezione locale dell'OLP scoraggiò i palestinesi a collaborare con le forze occupanti irachene; numerosi palestinesi si unirono alla resistenza e migliaia vennero arrestati; gli iracheni assassinarono quindi il locale leader palestinese Rifaq Qiblawi nel gennaio 1991. Malgrado il mancato supporto dei palestinesi all'invasione irachena, l'immagine della comunità subì un grave peggioramento a causa dell'arrivo nel paese di milizie palestinesi filoirachene, quali il Fronte Arabo di Liberazione. La comunità dovette affrontare gravi conseguenze dal punto di vista finanziario, dal momento che vennero colpiti i salari e i risparmi e non fu possibile accedere ai programmi di assistenza alimentare istituiti nei quartieri abitati dai kuwaitiani. Nonostante la maggioranza dei palestinesi scioperasse, una consistente minoranza cercò di continuare a condurre normalmente la propria vita lavorativa e sociale, attirando il risentimento dei kuwaitiani.
In seguito alla ritirata degli iracheni la comunità palestinese dovette affrontare l'ostilità della società kuwaitiana e divenne un capro espiatorio; nelle seguenti settimane centinaia di palestinesi vennero rapiti, assassinati o arrestati. I dipendenti pubblici palestinesi non furono reintegrati nel proprio posto di lavoro, i servizi pubblici nei quartieri palestinesi non vennero ripristinati e le istituzioni palestinesi cessarono le proprie attività. La maggioranza dei palestinesi decise quindi di lasciare il paese, ma molti furono costretti ad abbandonare in Kuwait le proprie proprietà. Nel giro di pochi mesi la comunità si stabilì in massa in Giordania; a giungere dal Kuwait furono infatti circa 300 000 persone, rappresentanti un decimo della popolazione giordana; la quasi totalità di questi si stabilì ad Amman, al-Zarqa e Irbid. Tra le 25 000 e le 30 000 unità si stabilirono invece in Cisgiordania. A rimanere in Kuwait furono 2 000 palestinesi con cittadinanza kuwaitiana e 30 000 cittadini giordani. Inoltre, tra i 15 000 e i 20 000 palestinesi originari della striscia di Gaza e con documenti egiziani si ritrovarono in una situazione precaria, in quanto non fu ufficialmente possibile per loro emigrare in nessun posto.